# Djylian N'Guessan
Djylian N'Guessan, né le 30 août 2008 à Saint-Nazaire en France, est un footballeur français qui évolue au poste de avant-centre à l'AS Saint-Étienne.

## Biographie

### En club
Né le 30 août 2008 à Saint-Nazaire, Djylian N'Guessan, commence le football à l'AS Saint-Étienne où il évolue dans un premier temps avec les équipes jeunes du club stéphanois jusqu'à rejoindre en 2024 l'équipe réserve où il dispute notamment huit matchs pour deux buts marqués en National 3.
Le 8 novembre 2024, Djylian N'Guessan signe son premier contrat professionnel avec l'AS Saint-Étienne. Il paraphe un contrat avec Les Verts courant jusqu'en juin 2027.
Il fait ses débuts professionnels avec son club formateur le 4 janvier 2025, lors de la 16e journée de Ligue 1 contre le Stade de Reims, en remplaçant Lucas Stassin. Son équipe l'emporte par trois buts à un ce jour-là,,.

### En sélection
Djylian N'Guessan représente la France en sélection. Il commence avec les moins de 16 ans, étant convoqué pour la première fois en septembre 2023 pour les matchs du mois suivant.
Il joue ensuite avec l'équipe des moins de 17 ans. Il est convoqué avec cette équipe pour participer au Championnat d'Europe des moins de 17 ans qui a lieu en mai et juin 2025,. Titulaire lors du premier match dans cette compétition contre l'Allemagne, le Stéphanois se fait remarquer en inscrivant un but, participant à la victoire de son équipe (3-0). La France atteint la finale de la compétition après sa victoire face à la Belgique (3-2) où il se distingue avec un nouveau but.

## Statistiques

### En club
| Saison                | Club                  | Championnat           | Championnat | Championnat | Championnat | Coupe(s) nationale(s) | Coupe(s) nationale(s) | Coupe(s) nationale(s) | Total | Total | Total |
| Saison                | Club                  | Division              | M.          | B.          | P.d.        | M.                    | B.                    | P.d.                  | M.    | B.    | P.d.  |
| 2024-2025             | AS Saint-Étienne      | Ligue 1               | 8           | 0           | 0           | 0                     | 0                     | 0                     | 8     | 0     | 0     |
| Total sur la carrière | Total sur la carrière | Total sur la carrière | 8           | 0           | 0           | 0                     | 0                     | 0                     | 8     | 0     | 0     |

## Palmarès
France -17 ans
- Championnat d'Europe
  - Finaliste en 2025.